# NGC 7561
NGC 7561 é uma estrela na direção da constelação de Pisces. O objeto foi descoberto pelo astrônomo Herman Schultz em 1864, usando um telescópio refrator com abertura de 9,5 polegadas. 